# Synodontis ouemeensis
Synodontis ouemeensis är en fiskart som beskrevs av Musschoot och Lalèyè 2008. Synodontis ouemeensis ingår i släktet Synodontis och familjen Mochokidae. IUCN kategoriserar arten globalt som otillräckligt studerad. Inga underarter finns listade i Catalogue of Life.